# Campeonato Uruguaio de Futebol de 1968 – Segunda Divisão
O Campeonato Uruguaio de Segunda Divisão de 1968, também conhecido oficialmente como Campeonato Uruguayo de Primera División "B" de 1968 ou simplesmente como Primera "B" de 1968, foi a vigésima sétima edição do torneio de segundo nível do futebol profissional do Uruguai. O Bella Vista conquistou seu segundo título da categoria após vencer o Huracán Buceo na final (2–0), garantindo o acesso à primeira divisão, enquanto o Uruguay Montevideo foi rebaixado pelo sistema de promedios.

## Regulamento
O torneio seguiu o formato tradicional com dez equipes jogando em turno e returno (18 rodadas). Caso dois clubes terminassem empatados na primeira posição com a mesma pontuação, seria exigiido a realização de uma final para decidir o campeão:
- Fase de pontos corridos: 2 pontos por vitória, 1 por empate
- Final do campeonato: Disputa em jogo único entre os dois primeiros colocados empatados em pontos

O acesso foi decidido por:
- Promoção automática: O vencedor da final ascendeu à primeira divisão

O rebaixamento utilizou o critério de promedios (média de desempenho em duas temporadas):
- Para clubes presentes em 1967 e 1968: média aritmética dos pontos
- Para casos especiais:
  - Huracán Buceo (promovido em 1967): apenas pontuação de 1968
  - Fénix (rebaixado em 1967): apenas pontuação de 1968

## Participantes
- Permaneceram da temporada anterior (em ordem alfabética):
  - Bella Vista
  - Colón
  - Central
  - La Luz
  - Progreso
  - Rentistas
  - Uruguay Montevideo
  - Wanderers

- Novos participantes:
  - Fénix: Rebaixado da primeira divisão em 1967
  - Huracán Buceo: Promovido da terceira divisão em 1967

## Classificação Final
O Bella Vista conquistou seu segundo título da Segunda Divisão Profissional Uruguaia (o primeiro foi em 1949) e garantiu uma vaga na elite do futebol uruguaio.
| #   | Equipe             | PTS | J  | V  | E | D  | GP | GC | SG  | Classificação             |
| --- | ------------------ | --- | -- | -- | - | -- | -- | -- | --- | ------------------------- |
| 1º  | Bella Vista        | 27  | 18 | 12 | 3 | 3  | 28 | 13 | 15  | Classificado para a final |
| 1º  | Huracán Buceo      | 27  | 18 | 11 | 5 | 2  | 23 | 9  | 14  | Classificado para a final |
| 3º  | Wanderers          | 26  | 18 | 10 | 6 | 2  | 30 | 14 | 16  |                           |
| 4º  | Fénix              | 22  | 18 | 7  | 8 | 3  | 23 | 17 | 6   |                           |
| 5º  | Colón              | 19  | 18 | 6  | 7 | 5  | 24 | 22 | 2   |                           |
| 6º  | La Luz             | 15  | 18 | 5  | 5 | 8  | 17 | 25 | −8  |                           |
| 7º  | Progreso           | 14  | 18 | 6  | 2 | 10 | 32 | 38 | −6  |                           |
| 8º  | Central            | 12  | 18 | 3  | 6 | 9  | 20 | 26 | −6  |                           |
| 9º  | Rentistas          | 9   | 18 | 2  | 5 | 11 | 10 | 25 | −15 |                           |
| 10º | Uruguay Montevideo | 9   | 18 | 2  | 5 | 11 | 15 | 33 | −18 |                           |

| Fonte: Segunda División Profesional (em castelhano) |

### Final do Campeonato
| \| \| Bella Vista \| 2 — 0 \| Huracán Buceo \| \| \| \| \| \| \| \| \| \| |             |       |               |  |  |
|                                                                           | Bella Vista | 2 — 0 | Huracán Buceo |  |  |
|                                                                           |             |       |               |  |  |

### Médias de rebaixamento (1967–1968)
O Uruguay Montevideo foi rebaixado por ter a pior média no sistema de promedios (média de pontos) entre as temporadas de 1967 e 1968.
| #  | Equipe             | PTS | PJ | PG | PE | PP | GF | GC | SG  | Média | Situação  |
| -- | ------------------ | --- | -- | -- | -- | -- | -- | -- | --- | ----- | --------- |
| 1  | Huracán Buceo      | 27  | 18 | 11 | 5  | 2  | 23 | 9  | 14  | 27.0  | −         |
| 2  | Bella Vista        | 47  | 36 | 19 | 9  | 8  | 52 | 31 | 21  | 23.5  | −         |
| 2  | Wanderers          | 47  | 36 | 17 | 13 | 6  | 58 | 32 | 26  | 23.5  | −         |
| 4  | Fénix              | 22  | 18 | 7  | 8  | 3  | 23 | 17 | 6   | 22.0  | −         |
| 5  | La Luz             | 42  | 36 | 16 | 10 | 10 | 48 | 37 | 11  | 21.0  | −         |
| 6  | Central            | 32  | 36 | 10 | 12 | 14 | 41 | 46 | −5  | 16.0  | −         |
| 7  | Colón              | 30  | 36 | 10 | 10 | 16 | 39 | 56 | −17 | 15.0  | −         |
| 8  | Progreso           | 28  | 36 | 10 | 8  | 18 | 50 | 71 | −21 | 14.0  | −         |
| 9  | Rentistas          | 24  | 36 | 7  | 10 | 19 | 32 | 47 | −15 | 12.0  | −         |
| 10 | Uruguay Montevideo | 21  | 36 | 6  | 9  | 21 | 37 | 69 | −32 | 10.5  | Rebaixado |

| Fonte: Segunda División Profesional (em castelhano) |

## Estatísticas

### Artilharia
- José A. Franqui (Bella Vista) — 13 gols.[6]